# Bankhead
Bankhead è una zona di Edimburgo, Scozia. Si trova tra il City of Edinburgh Bypass ed il quartiere di Sighthill; a nord confina con il Gyle Park. La maggior parte della sua estensione è occupata da un complesso industriale, ora in parte riconvertito in impianti sportivi. Nelle sue immediate vicinanze si trova lo Stevenson College.
La linea ferroviaria Edimburgo-Glasgow passa lungo il suo confine nord ed è servita dalla Edinburgh Park Rail Station. Bankhead è attraversato nella sua parte sud, da Calder Road, importante strada a doppia carreggiata.